# GE 65-ton

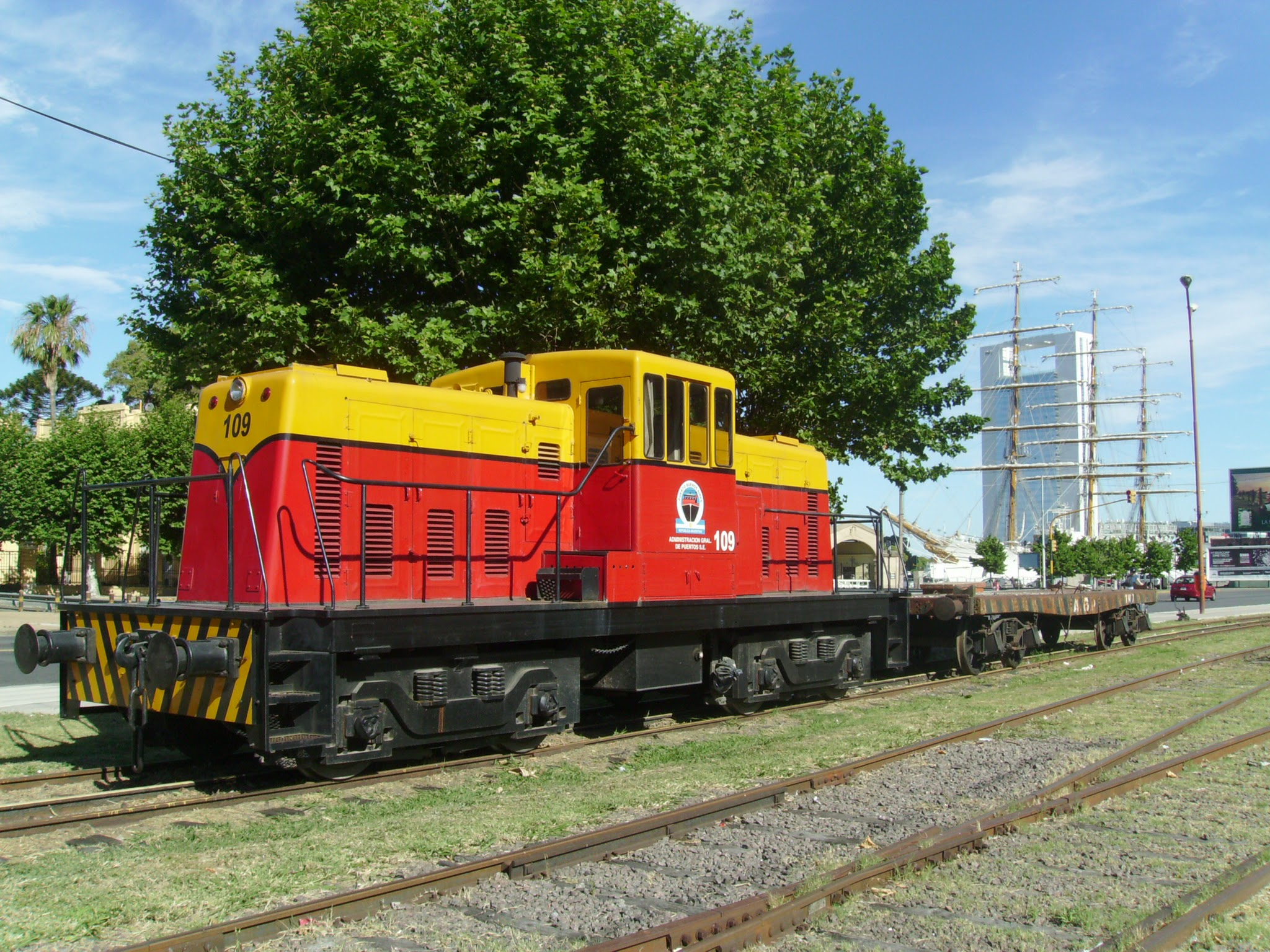
Une 65-ton en Argentine.

La GE 65-ton est un locotracteur industriel (‘’industrial shunter’’ ou ‘’industrial switcher’’ en anglais) diesel de style ‘’center-cab’’ (cabine-centrale) produit par General Electric.  
La locomotive produit entre 400-550 cv La 65-ton est essentiellement un GE 44-ton avec un châssis plus lourd et un moteur diesel plus puissant. 